# Chrebet Dzjetim
Chrebet Dzjetim (ryska: Хребет Джетим) är en bergskedja i Kirgizistan.   Den ligger i oblastet Ysyk-Köl Oblusu, i den östra delen av landet, 240 km sydost om huvudstaden Bisjkek.